# Hjärtminutvolym
Hjärtminutvolym (cardiac output) är den volym blod som pumpas av hjärtat varje minut. Den är lika med hjärtfrekvensen (antalet hjärtslag per minut) multiplicerat med slagvolymen. Slagvolymen är den mängd blod som pumpas ut ur en av hjärtkamrarna vid varje hjärtslag. Kroppens blodtryck bestäms av hjärtminutvolymen samt resistansen i kroppens kärl, den så kallade systemvaskulära resistensen.
Om hjärtat slår med 70 slag per minut, och 70 milliliter blod pumpas ut ur en av hjärtkamrarna vid varje hjärtslag blir hjärtminutvolymen 4,9 liter/minut. Hos en frisk vuxen människa i vila är hjärtminutvolymen omkring 5 liter/minut, och vid hårt fysiskt arbete stiger den till omkring 20 liter/minut. Hos mycket vältränade personer kan hjärtminutvolymen nå upp till 30 liter/minut vid hårt arbete.
När hjärtminutvolymen ökar hos en frisk men otränad människa beror detta huvudsakligen på en ökning av hjärtfrekvensen. Ökad aktivitet i det sympatiska nervsystemet eller minskad aktivitet i det parasympatiska nervsystemet kan leda till en ökning av hjärtminutvolymen. Hjärtfrekvensen styrs även av tryckmätare, så kallade baroreceptorer, i karotisbifurkationen. Då blodtrycket i karotisbifurkationen faller ökar hjärtfrekvensen för att höja blodtrycket, och då blodtrycket i karotisbifurkationen ökar faller hjärtfrekvensen för att sänka blodtrycket.
Hjärtats slagfrekvens kan variera mellan 60 och 200 slag per minut, medan slagvolymen kan variera mellan 70 och 120 milliliter.

## Begränsande faktorer
Vid en för hög hjärtfrekvens kommer inte förmaken att hinna fyllas tillräckligt innan de kontraherar, vilket minskar slagvolymen. Denna effekt inträder runt 180 slag per minut, så även om det är möjligt att hålla en högre puls än så kommer det inte leda till en ökning av hjärtminutvolymen.